# Узоэньи, Эджике
Криста́нтус Эджи́ке Узоэ́ньи (англ. Christantus Ejike Uzoenyi; род. 23 марта 1992, Аба, Нигерия) — нигерийский футболист, полузащитник клуба «Аякс» (Кейптаун). Выступал в сборной Нигерии.

## Клубная карьера
Во взрослом футболе дебютировал в 2005 году выступлениями за команду клуба «Эньимба», в которой провёл три сезона.
Своей игрой за эту команду привлёк внимание представителей тренерского штаба клуба «Энугу Рейнджерс», к составу которого присоединился в 2008 году. Сыграл за команду из Энугу следующие пять сезонов своей игровой карьеры.
Часть 2013 года провёл во Франции, где на правах аренды играл за местный «Ренн». Провёл за французскую команду лишь одну игру, трижды выходил на поле за вторую команду «Ренна».
В состав «Энугу Рейнджерс» вернулся в 2013 году.

## Выступления за сборную
В 2012 году дебютировал в официальных матчах в составе национальной сборной Нигерии. Провёл в форме главной команды страны 19 матчей, забив 3 гола.
В составе сборной был участником Кубка африканских наций 2013 года в ЮАР, завоевав в том году титул континентального чемпиона.

## Достижения
- Обладатель Кубка африканских наций (1): 2013